# Remme
Il Remme è un torrente del Piemonte, della provincia di Novara, affluente dello Strona di Briona (a sua volta affluente dell'Agogna). 

## Percorso
Il Remme nasce in comune di Sizzano, prende a scorrere verso sud e dopo circa 5 km sfocia nello Strona di Briona, nei pressi del confine tra i comuni di Fara Novarese e Briona.